# Trematopygodes luteator
Trematopygodes luteator là một loài tò vò trong họ Ichneumonidae.